# Bulbophyllum albibracteum
Bulbophyllum albibracteum là một loài phong lan thuộc chi Bulbophyllum.